# Zaischnopsis octavia
Zaischnopsis octavia är en stekelart som först beskrevs av Girault 1939.  Zaischnopsis octavia ingår i släktet Zaischnopsis och familjen hoppglanssteklar. Inga underarter finns listade i Catalogue of Life.